# 济渎庙
35°06′33″N 112°34′35″E / 35.10917°N 112.57639°E
济渎庙位于中国河南省济源市济渎大道1396号，1996年被列为第四批全国重点文物保护单位。
济渎庙始建于隋开皇二年（582年），唐贞元十二年（796年）在济渎池后建北海庙，因为传说济渎池潜通北海。现存建筑可分为四组：前为济渎庙，后为北海祠，西为天庆宫，东为御香院，占地总面积86255平方米，共有宋至清代建筑23幢。其中寝宫建于北宋开宝六年（973年），面阔五间，进深三间，单檐歇山顶，是河南省最古老的木构建筑之一。
- 济水之源
- 清源洞府门.明
- 清源门.明
- 渊德门.明
- 寝宫.宋
- 临渊门.元
- 龙亭.明
- 玉皇殿.清
- 长生阁.清
- 围墙.唐
- 勾阑.宋
- 寝宫西北角